# Васильев, Александр Павлович (Герой Социалистического Труда)
Александр Павлович Васильев (9 января 1925, Ленинград — 1981, Ленинград) — советский передовик производства в электротехнической промышленности. Герой Социалистического Труда (1978).

## Биография
Родился 9 января 1925 года в городе Ленинграде в рабочей семье.
С 1941 года окончил школу и в начале Великой Отечественной войны был эвакуирован из Ленинграда. С 1942 года после окончания ремесленного училища начал работать на алюминиевом заводе.
С 1947 года вернулся в Ленинград и начал работать обмотчиком на заводе «Электросила». С 1950 года — возглавил бригаду обмотчиков, по его предложению бригада начала работать на один наряд, большинство членов коллектива для эффективности производства освоили смежные специальности.
Бригада под руководством А. П. Васильева изготавливала важнейшие узлы и детали крупных электрических машин и генераторов, требующих высококвалифицированного исполнения. Продукция сделанная коллективом шла на Запорожскую ГРЭС, на предприятия металлургии в Электростали и Череповце, на ЛАЭС. Эта же бригада принимала участие в изготовлении уникального турбогенератора мощностью 1 миллион 200 тысяч киловатт для Костромской ГЭС.
6 апреля 1970 года Указом Президиума Верховного Совета СССР «За высокие производственные достижения в 8-й пятилетке (1966—1970)» А. П. Васильев был награждён Орденом Ленина.
31 августа 1978 года «за выдающиеся производственные успехи, достигнутые в создании энергетического оборудования, и досрочное выполнение социалистических обязательств» Указом Президиума Верховного Совета СССР Александр Павлович Васильев был удостоен звания Героя Социалистического Труда с вручением Ордена Ленина и золотой медали «Серп и Молот».
Продолжал работать на заводе до выхода на заслуженный отдых. Жил в Ленинграде. Умер в 1981 году.

## Награды
- Медаль «Серп и Молот» (31.08.1978)
- Орден Ленина (6.04.1970, 31.08.1978)